# Sachin Warrier
Sachin Warrier (n. en Kottakkal, estado de Kerala) es un cantante de playback y compositor indio. Interpreta temas musicales para películas del cine de Kerala. Se hizo famoso tras interpretar su primer tema musical titulado "Muthuchippi poloru", de la película "Thattathin Marayathu". Más adelante como cantante de playback, también debutó para una película titulada "Malarvaadi Arts Club". Además trabaja también como ingeniero de software en "Tata Consultancy Services" en Kochi. Su última canción titulada "Thaazhe Nee", que fue interpretada para una película titulada "Thira", fue todo un éxito.

## Discografía
| Año  | Película                   | Canciones                                        | Composición        |
| 2010 | Malarvaadi Arts Club       | Aayiram Katham Maanya Maha Janangale             | Shaan Rahman       |
| 2011 | The Metro                  | Ee Chakkada Vandi                                | Shaan Rahman       |
| 2012 | Thattathin Marayathu       | Muthuchippi Poloru Thattathin Marayathe Penne... | Shaan Rahman       |
| 2012 | Bavuttiyude Namathil       | Pakalakannu Doore                                | Shahabaz Aman      |
| 2013 | 10:30 am Local Call        | Etho Sayahna Swapnangalil                        | Gopi Sunder        |
| 2013 | SIM                        | Kaanaan Njanennum                                | Gopi Sunder        |
| 2013 | Neram                      | Vaathil Melle                                    | Rajesh Murugesan   |
| 2013 | Left Right Left            | Chegvera                                         | Gopi Sunder        |
| 2013 | Thira                      | Thaazhe Nee Tharame                              | Shaan Rahman       |
| 2013 | Philips and the monkey Pen | En Kanimalare                                    | Rahul Subrahmaniam |
| 2014 | Bangalore Days             | Maangalyam                                       | Gopi Sunder        |